# Тойода Сакіті
Сакіті Тойода (яп. 豊田 佐吉, латиніз.: Toyoda Sakichi), народився в Косай, Японія 14 лютого 1867 — 30 жовтня 1930, Японія) — японський підприємець, винахідник і промисловець. Заснував Toyoda Boshoku Co.

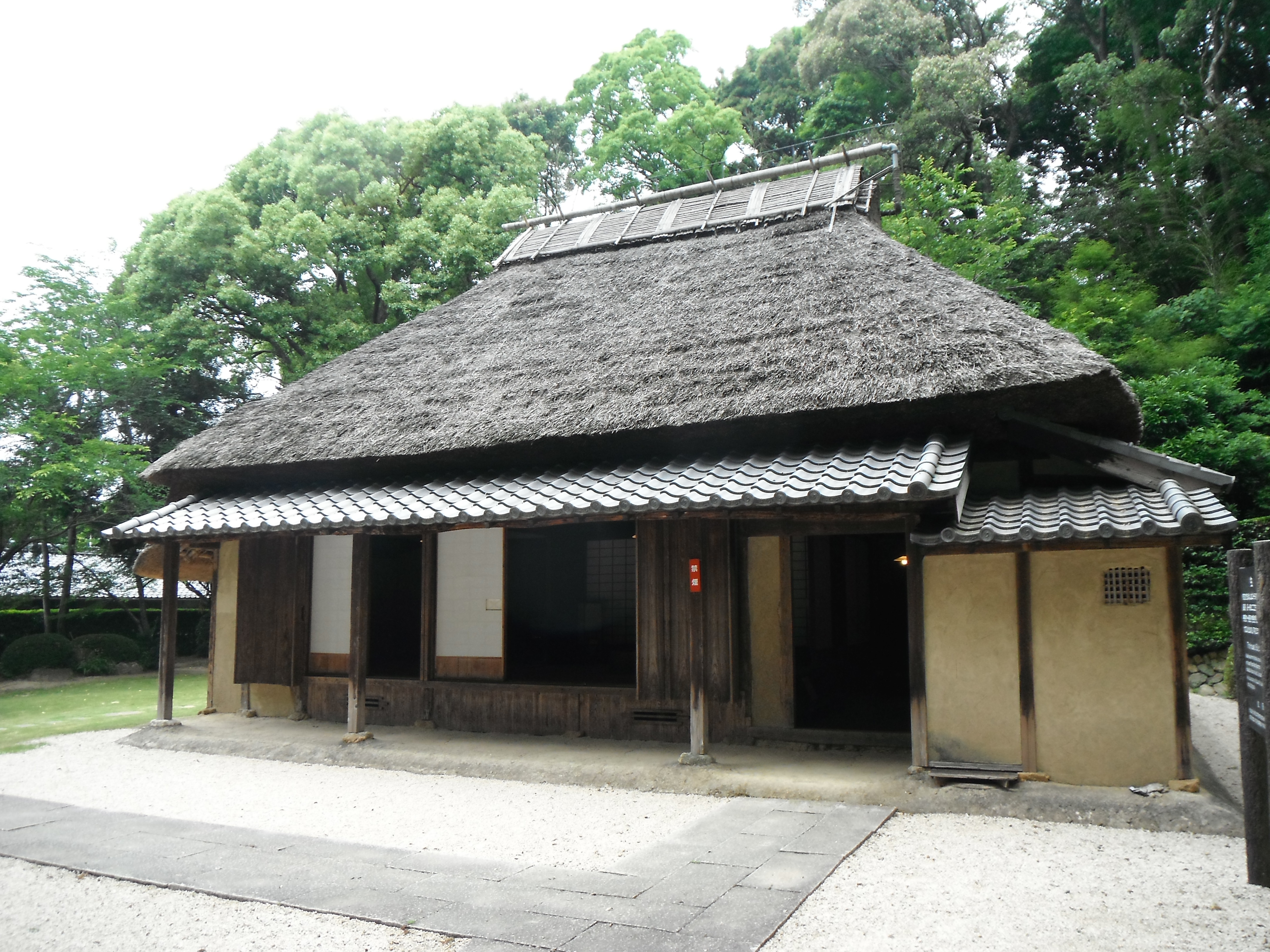
Меморіальний зал Будинку Сакіті Тойода [http://www.japanvisitor.com/japan-museums/sakichi-toyoda-memorial-house

Сакіті народився 14 лютого 1867 року в сім'ї тесляра. 1878 року закінчив початкову школу.
Сакіті підкреслював, що у становлення його філософії дуже сильно вплинула книга Семюеля Смайлса «Допомога собі» (1859).
У 1890 році відвідував щодня протягом двох тижнів 3-ю Національну промислову виставку в Токіо, і того року отримав патент на дерев'яний ткацький верстат з ручним приводом.
11 червня 1894 року народився старший син Кіітіро.
У 1910 році відвідує США та Європу. 1929 року Сакіті продав патент на автоматичний ткацький верстат британської компанії Platt Brothers & Co., а вторговані гроші Кіітіро інвестував у створення легкового автомобіля.
30 жовтня 1930 року Сакіті помер від пневмонії.

## Пам'ять
На честь засновника отримала свою назву автомобільна компанія Toyota Motor Corporation.
30 жовтня 1988 року відкрито Меморіальний зал у відновленому рідному домі Сакіті.
Представлений в 1967 році седан вищого рівня Toyota Century, отримав своє ім'я у зв'язку зі 100-річчям від дня народження Сакіті Тойода.

## Основні ідеї

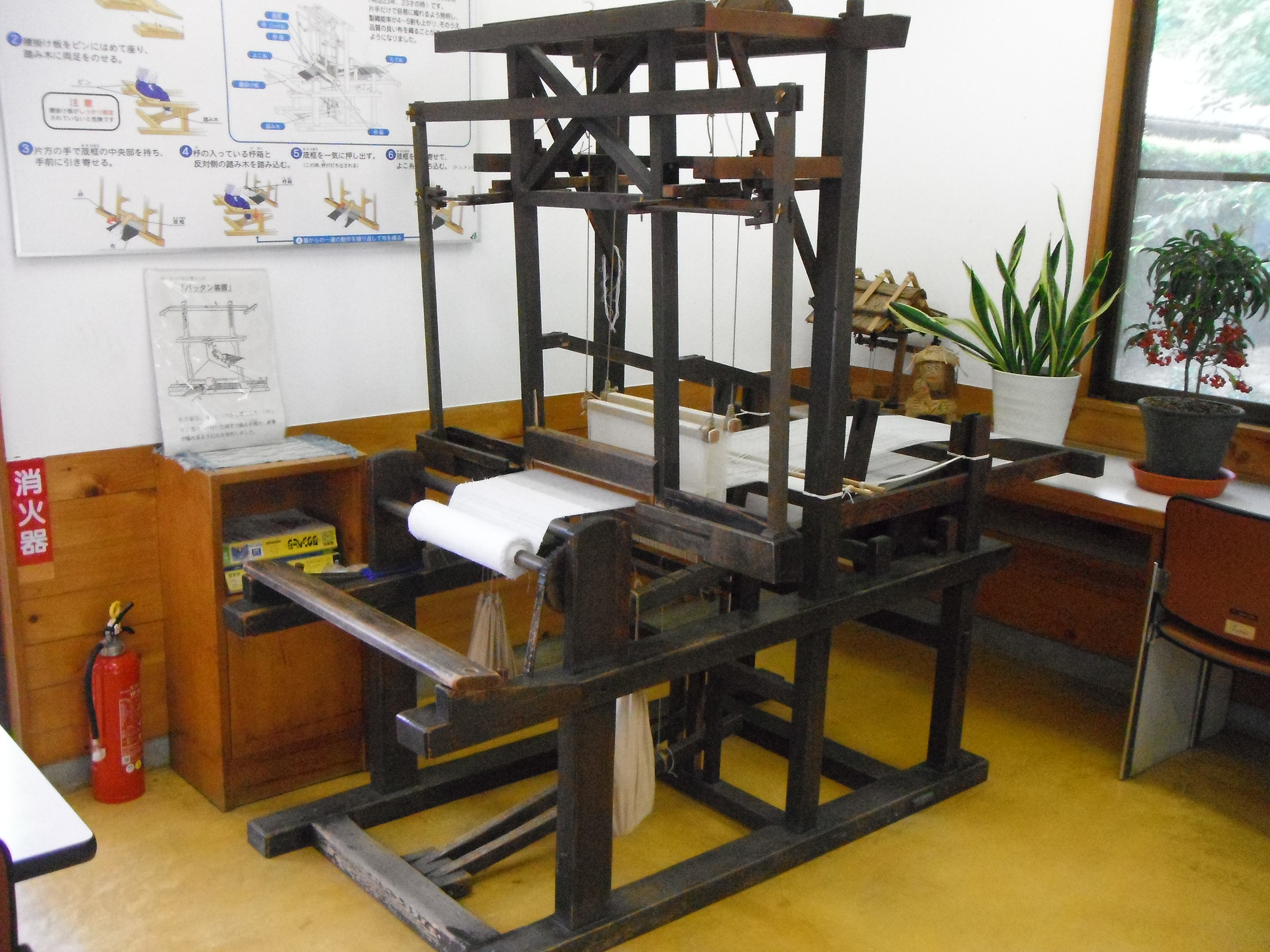
Ткацький верстат з живленням у меморіальному залі Сакіті Тойода в Косай

Сакіті в 1896 створив перший в Японії ткацький верстат з власним електроживленням під назвою «Електричний ткацький верстат Тойода». В 1897 заснував у партнерстві текстильну фабрику Otsukawa, на якій працювали електричні ткацькі верстати. У 1910 році заснував сукняну фабрику Toyota automatic cloth factory. У 1918 році заснував Toyoda Boshoku Co., а 1921 року заснував Toyoda Boshoku Sho у Шанхаї. У 1924 році Сакіті винайшов перший у світі автоматичний ткацький верстат, в якому заміна човників здійснювалася без припинення роботи самого верстата. У 1926 році заснував «Toyoda Automatic Loom Works».
Сакіті сформулював принцип дзідока (автономізація, що автоматично зупиняється при виникненні проблеми), який входить у виробничу систему Тойоти — якщо рветься нитка на механічному ткацькому верстаті, верстат повинен негайно зупинитися, щоб оператор не втрачав часу та зусиль на виробництво бракованих виробів.
Сакіті сформулював правило п'ять чому — інструмент розв'язання проблем через пошук першопричини: чому задається не менше п'яти разів, щоб вибудувати весь ланцюг послідовно пов'язаних між собою причинних факторів, що впливають на проблему.

## Нагороди
За видатні заслуги був представлений до ряду нагород :
- 1912 — медаллю Пошани з блакитною стрічкою
- 1924 — другою медаллю Пошани з блакитною стрічкою
- 1926 — нагороджений пам'ятним призом імператорською асоціацією винахідників
- 1927 — орденом третього класу Священного скарбу.